# 甲斐文比古
甲斐 文比古（かい ふみひこ、1912年5月17日 - 2001年9月2日）は、日本の外交官。外務省経済協力局長、駐マレーシア特命全権大使、駐オーストラリア特命全権大使、駐ドイツ特命全権大使。

## 生涯
日本統治時代の台湾の台北市生まれ。旧制台北高等学校を経て、外交官試験に合格し、1933年東京帝国大学法学部卒業、外務省入省。特別調達庁東京特別調達局契約部長等を経て、1952年在ジャカルタ日本国総領事館総領事。1955年在ベルリン日本国総領事館総領事。1961年外務省大臣官房審議官。同年外務省経済局経済協力部長。1962年外務省経済協力局長。1963年特命全権大使マレイシア国駐箚。1967年特命全権大使オーストラリア国駐箚。1970年特命全権大使ドイツ国駐箚。1971年大蔵省顧問。1984年勲一等瑞宝章受章。

## 同期
- 青木盛夫（駐ジュネーブ国際機関日本政府代表部大使・駐南ベトナム大使）
- 伊吹幸隆
- 糸賀篤　（中国・イタリア）
- 稲垣太郎
- 牛場信彦（対外経済担当大臣、70年駐米大使・67年外務事務次官・外務審議官・61年駐カナダ大使）
- 小川清四郎（65年駐バチカン大使）
- 勝野康助（66年駐ポルトガル大使・62年駐ノルウェー大使・60年駐セイロン大使・58年法務省入国管理局長）
- 黒田音四郎（63年駐レバノン大使兼ヨルダン大使・60年駐ギリシャ大使・57年駐パラグアイ全権公使）
- 田中三夫
- 千葉皓（67年駐ブラジル大使・65年駐オーストラリア大使・60年駐イラン大使・57年駐メキシコ大使）
- 寺岡洪平（58年駐イラン大使・57年駐ペルー大使）
- 中川融（70年国連大使・65年駐ソ連大使・64年駐イタリア大使・60年外務省条約局長・53年外務省アジア局長）
- 林馨（60年駐メキシコ大使・58年駐マレーシア大使）
- 箕輪三郎
- 湯川盛夫（68年駐英大使・63年駐ベルギー大使・61年外務省大臣官房長・57年駐フィリピン大使）

## 著書
- 『70年代の東南アジアと日本』大陸問題研究所 1970年
- 『国境を越えた友情 : わが外交秘話』東京新聞出版局 1990年